# Ясная Зирка
Ясная Зирка (укр. Ясна Зірка) — село в Носовском районе Черниговской области Украины. Население 309 человек. Занимает площадь 0,042 км².
Код КОАТУУ: 7423886503. Почтовый индекс: 17140. Телефонный код: +380 4642.

## Власть
Орган местного самоуправления — Тертышникский сельский совет. Почтовый адрес: 17140, Черниговская обл., Носовский р-н, с. Тертышники, ул. Механизаторов, 2.